# News JAPAN
News JAPAN（日语：ニュースJAPAN）是日本富士電視台及其聯播網（FNN）曾播出的周一至周五的深夜新聞節目，於1994年4月1日起接替《FNN NEWSCOM》節目播出。在播出之初是體育新聞節目（原名《職業棒球新聞》，後改名為「SPORT!」）的新聞單元，2003年3月後成為獨立節目。該節目已於2015年3月27日結束播出，取而代之的新聞節目是明日的新聞，但依舊維持大島由香里、奥寺健及木村拓也三位主播來主持。

## 演出人員

### 主播
主播在節目中被稱為「Main Caster」（メインキャスター）。
- 安藤優子、宮川俊二（1994年4月－1998年3月）
- 安藤優子、川端健嗣（1998年4月－1999年3月）
- 安藤優子、森昭一郎（1999年4月－2000年3月）
- 田代尚子、小泉陽一（2000年4月－2002年9月）
- 安倍宏行、瀧川克里斯特爾（2002年10月－2003年9月）
- 松本方哉、瀧川克里斯特爾（2003年10月－2009年7月）
- 瀧川克里斯特爾（2009年7月－2009年9月）
- 秋元優里（2009年9月－2012年9月）
- 大島由香里、奥寺健（2012年10月－2015年3月27日；期間加入木村拓也擔任該節目主播之一）

### 評論員
- 木村太郎（1994年4月－2000年3月）
- 大林宏（2000年4月－2002年9月）
- 和田圭（週一、週二）、箕輪幸人（週三至週五）（2002年10月－2006年6月）
- 箕輪幸人、安倍宏行、山本周（2006年7月－2006年12月）
- 和田圭（週一、週五）、箕輪幸人（週二至週四）（2007年1月－2010年6月）
- 平井文夫（週一）、若松誠（週二、週三）、和田圭（週四）（2010年6月－2011年3月）
- 若松誠（週二、週三）、和田圭（週四、週五）（2011年3月－2012年9月）

### 旁白
- 太田真一郎（1994年4月－2000年3月）
- 真地勇志（1994年10月－）
- 橫尾麻里
- 鈴木芙宇
- 福士秀樹

## 播出時間

### 周一～周四
- 23:00－翌日00:20（1994年4月－1998年3月）
- 23:20－翌日00:30（1998年10月－1999年9月）
- 23:20－翌日00:30（1999年10月－2000年3月）
- 23:30－翌日00:40（2000年4月－2003年3月）
- 23:30－23:55（2003年3月－現在）

### 周五
- 23:45－翌日01:05（1994年4月－1998年3月）
- 23:45－翌日00:55（1998年10月－1999年9月）
- 23:50－翌日01:00（1999年10月－2003年3月）
- 23:50－翌日00:15（2003年3月－2005年3月）
- 23:58－翌日00:23（2005年4月－現在）

## 播出時間
- 富士電視台News JAPAN（页面存档备份，存于）

| 富士電視台 平日深夜新聞時段 | 富士電視台 平日深夜新聞時段 | 富士電視台 平日深夜新聞時段 |
| --------------------------- | --------------------------- | --------------------------- |
|                             | News JAPAN                  |                             |
| FNN NEWSCOM                 | 明日的新聞                  |                             |